# روسلان باغداساریان
روسلان شاهنی باغداساریان (ارمنی: Ռուսլան Շահենի Բաղդասարյան؛  زادهٔ ۲۸ ژوئن ۱۹۸۰) اقتصاددان، سیاستمدار اهل ارمنستان بود.

## زندگی‌نامه
وی در ۲۸ ژوئن ۱۹۸۰ در ایروان به دنیا آمد و از دانشگاه دولتی ایروان (۲۰۰۱) و دانشگاه دولتی اقتصاد ارمنستان (۲۰۱۵) فارغ‌التحصیل گشت. همچنین برندهٔ جوایزی همچون نشان آنانیا شیراکاتسی (۲۰۱۶) شده است.